# Poul Martin Møller
Poul Martin Møller (ur. 21 marca 1794 w Uldum k. Vejle, zm. 13 marca 1838 w Kopenhadze) – duński poeta.

## Życiorys
Studiował na Uniwersytecie Kopenhaskim, później zajął się tłumaczeniem dzieł Homera, 1819-1821 podróżował do Chin. Był przedstawicielem nurtu romantycznego zwanego poetyckim realizmem. Tworzył sceny rodzajowe, utwory stylizowane na pieśni ludowe, romanse, filozoficzne aforyzmy. W latach 1839–1843 opublikował trzy tomy "strøtankerów" (aforyzmów) Efterladte skrifter (Pośmiertne pisma). W 1856 napisał romantyczną powieść przygodową En dansk students eventyr (Przygoda duńskiego studenta); początkowo planował ją jako powieść historyczną w stylu Waltera Scotta, jednak ostatecznie opisał w niej życie studenckie jako doświadczone przez autora. Jest również autorem poematu Blade af dødens dagbog (Liście z Dziennika Śmierci) inspirowanego przez Lorda Byrona. Jego podejście do twórczości poetyckiej obrazował aforyzm: "Cała poezja, która nie pochodzi z życia, jest kłamstwem". Wyróżniało go także rozumienie psychologii ludzkiej osobowości. W latach 1826–1828 wykładał filozofię na uniwersytecie w Christianii (obecnie Oslo w Norwegii), w 1831 objął katedrę filozofii na Uniwersytecie Kopenhaskim. Wśród jego studentów był Søren Kierkegaard, który go bardzo podziwiał. Møller, podobnie jak Kierkegaard, był wybitnym antyheglowskim filozofem i pisarzem.